# Leskovec (Novo mesto)
Leskovec falu Szlovéniában, a Délkelet-Szlovénia statisztikai régióban. Közigazgatásilag Novo mesto városi községhez tartozik. A település területe mindössze 1,34 négyzetkilométer. Leskovec 258,9 méter magasan fekszik a tenger szintjéhez viszonyítva. A falu lakossága 48 fő.

## Fordítás
- Ez a szócikk részben vagy egészben  a   Leskovec, Novo Mesto című angol Wikipédia-szócikk ezen változatának fordításán alapul.  Az eredeti cikk szerkesztőit annak laptörténete sorolja fel. Ez a jelzés csupán a megfogalmazás eredetét és a szerzői jogokat jelzi, nem szolgál a cikkben szereplő információk forrásmegjelöléseként.